# Переёмная (посёлок)
Переёмная — посёлок при станции в Кабанском районе Бурятии. Входит в сельское поселение «Танхойское».
Станция Восточно-Сибирской железной дороги Переёмная на Транссибирской магистрали введена в эксплуатацию в 1904 году.

## География
Посёлок расположен на берегу озера Байкал, в 10 км к северо-востоку от центра сельского поселения — посёлка Танхой. Через посёлок проходит Транссибирская магистраль, вдоль южной окраины — федеральная автомагистраль Р258 «Байкал». Река Переёмная, по которой названа станция, находится в 5,5 км к юго-западу.

## Население
| 2002 | 2010 |
| ---- | ---- |
| 138  | ↘89  |

## Экономика
Железнодорожная станция, личные подсобные хозяйства, рыболовство, туризм.